# Abtlöbnitz
Abtlöbnitz is een plaats en voormalige gemeente in de Duitse deelstaat Saksen-Anhalt, en maakt deel uit van het Burgenlandkreis.

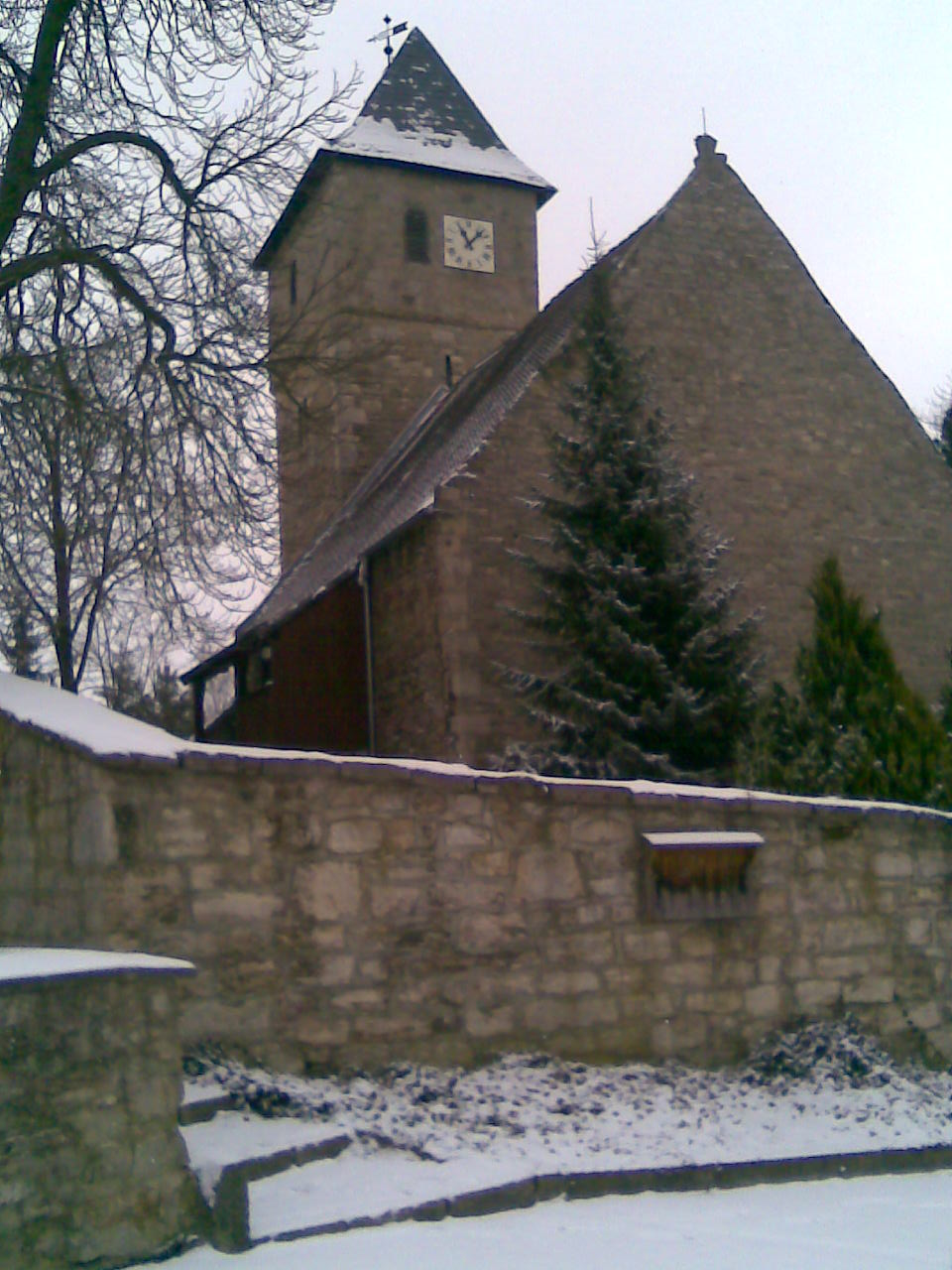
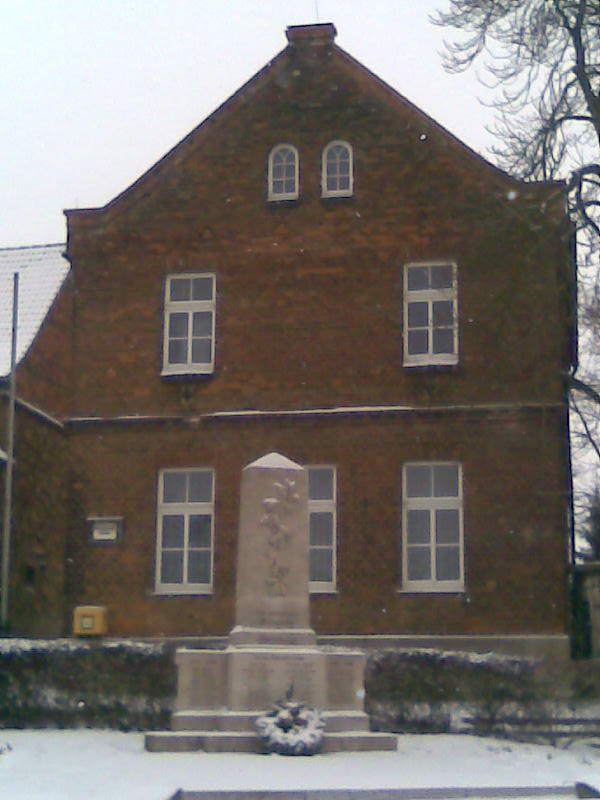

Abtlöbnitz telt 169 inwoners.